# Mark Rylance
David Mark Rylance Waters (Ashford, Kent, 18 de gener de 1960) és un actor, director de teatre i dramaturg anglès. Va ser el primer director artístic del Shakespeare's Globe de Londres, entre 1995 i 2005. Entre les pel·lícules en què ha participat hi ha Els llibres de Prospero (1991), Angels and Insects (1995), Institute Benjamenta (1996) i Intimacy (2001). Rylance va guanyar l'Oscar al millor actor secundari i el BAFTA al millor actor secundari per la seva interpretació de Rudolf Abel a Bridge of Spies (2015).
Després d'estudiar al Royal Academy of Dramatic Art de Londres, Rylance va debutar professionalment al Teatre Citizens de Glasgow, el 1980. Va guanyar el Premi Olivier al millor actor per Molt soroll per no res, el 1994, i er Jerusalem, el 2010, així com el Premi Tony al millor actor de teatre per Boeing Boeing el 2008 i Jerusalem el 2011. Va guanyar un tercer Tony el 2014 per Twelfth Night. En televisió, va guanyar el Premi de l'Acadèmia Britànica de Televisió al millor actor per la seva interpretació de David Kelly al drama de 2005 de Channel 4 The Government Inspector, a més de ser nominat a un Emmy, un Globus d'Or i un BAFTA de televisió per la seva interpretació de Thomas Cromwell a la minisèrie de televisió del canal BBC Two Wolf Hall.

## Biografia

### Joventut
Rylance va néixer a Ashford, Kent, fill d'Anne (nascuda Skinner) i David Waters, tots dos professors anglesos. Una de les seves àvies era irlandesa. Els seus dos avis van ser presoners de guerra dels japonesos en el transcurs de la Segona Guerra Mundial. Rylance té una germana anomenada Susannah, cantant d'opera i autora, i un germà, Jonathan, que treballa com a sommelier al restaurant d'Alice Waters Chez Panisse de Berkeley, Califòrnia. Els seus pares van traslladar-se als Estats Units el 1962, primer a Connecticut, i després a Wisconsin, el 1969, on el seu pare ensenyava anglès a la University School of Milwaukee. Rylance va estudiar en aquella universitat. Allí, va participar en diverses obres de teatre, juntament amb el director de teatre del centre, Dale Gutzman, inclòs un paper protagonista en una producció de Hamlet el 1976. També va interpretar Romeu en la producció universitària de Romeu i Julieta.

### Carrera

#### 2020 - actualitat
Al 2020 va protagonitzar The Phantom of the Open (titulada a Espanya com El gran Maurice), dirigida per Craig Roberts i que tractava sobre la vida del golfista aficionat Maurice Flitcroft, famós per assolir la pitjor marca de la història en un Open britànic.
El 2022, va protagonitzar The Outfit, titulada a Espanya com El sastre de la màfia, òpera prima de l'escriptor i guionista Graham Moore, un drama criminal ambientat a la dècada dels cinquanta, i el drama actual Inland, del també debutant Fridtjof Ryder. Així mateix, va intervenir a Bons and All, dirigida per Luca Guadagnino i protagonitzada per Timothée Chalamet, basada en la novel·la del mateix nom de Camille DeAngelis, on interpreta el paper de Sully.

## Filmografia

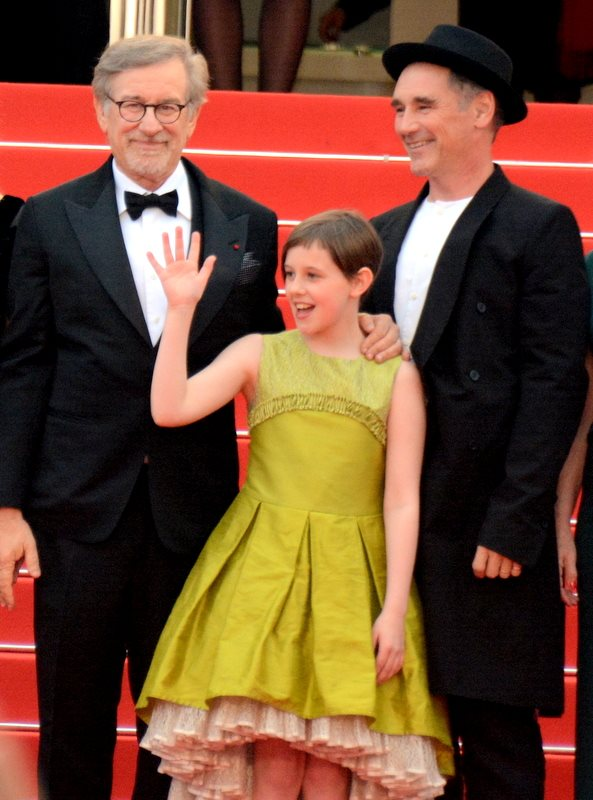
Mark Rylance al festival de Canes 2016

- 1985: Wallenberg: A Hero's Story (telefilm) de Lamont Johnson: Nikki Fodor
- 1986: Screen Two (sèrie TV) - temporada 2, episodi 1: Gavin
- 1987: Hearts of Fire de Richard Marquand: Fizz
- 1991: Prospero's Books de Peter Greenaway: Ferdinand
- 1991: Incident in Judaea (telefilm) de Paul Bryers: Jésus
- 1992: Screen Two (sèrie TV) - temporada 8, episodi 1: John Healy
- 1992: Screenplay (sèrie TV) - temporada 8, episodi 1: Conn Ellis
- 1995: Institute Benjamenta, or This Dream People Call Human Life de Stephen Quay i Timothy Quay: Jakob
- 1995: Àngels i insectes (Angels & Insects) de Philip Haas: William Adamson
- 1995: Loving (telefilm) de Diarmuid Lawrence: Charlie Raunce
- 1997: Great Performances (sèrie TV) - temporada 26, episodi 2: Henri V
- 2001: Intimacy de Patrice Chéreau: Jay
- 2003: Leonardo (mini-sèrie TV documental): Léonard de Vinci
- 2003: Richard II (telefilm): Richard II
- 2005: The Government Inspector (telefilm) de Peter Kosminsky: Dr. David Kelly
- 2008: Dues germanes per un rei (The Other Boleyn Girl) de Justin Chadwick: Sir Tomàs Bolena Thomas Boleyn
- 2011: Blitz d'Elliott Llastrar: Roberts
- 2011: Anonymous de Roland Emmerich: Condell
- 2014: Days and Nights de Christian Camargo: Stephen
- 2015: Gunman de Pierre Morel: Cox
- 2015: Wolf Hall (mini-sèrie TV) - 6 episodis: Thomas Cromwell
- 2015: El Pont dels espies (Bridge of Spies) de Steven Spielberg: Rudolf Abel
- 2016: El meu amic el gegant (The BFG) de Steven Spielberg: el BF Gegant
- 2017: Dunkirk de Christopher Nolan :
- 2018: Ready Player One de Steven Spielberg: James Donovan Halliday
- 2019: Waiting for the Barbarians, de Ciro Guerra:	El magistrat
- 2020: The Trial of the Chicago 7, de Aaron Sorkin: William Kunstler
- 2021:	The Phantom of the Open142, de Craig Roberts:	Maurice Flitcroft
- 2022:	The Outfit, de Graham Moore: Leonard Burling
- 2022:	Inland, de Fridtjof Ryder: Dunleavy
- 2022:	Bones and All, de Luca Guadagino: Sully

## Premis i nominacions

### Premis
- Premis Laurence Olivier 1994: millor actor per la peça Molt soroll per no res de William Shakespeare
- Premis BAFTA de televisió 2006: millor actor per The Government Inspector
- Tony Awards 2008: millor actor per la peça Boeing Boeing de Marc Camoletti
- Premis Laurence Olivier 2010: millor actor per la peça Jerusalem de Jez Butterworth
- Tony Awards 2011: millor actor per la peça Jerusalem de Jez Butterworth
- Tony Awards 2014: millor actor de segon paper per la peça de la Nit dels reis de William Shakespeare
- Nova York Film Critics Circle Awards 2015: millor actor a un segon pel Pont dels espies
- British Academy Film Awards 2016: BAFTA al millor actor secundari pel Pont dels espies
- Oscars 2016: Oscar al millor actor secundari al Pont dels espies

### Nominacions
- Premis del Cinema Europeu 2001: millor actor per Intimitat
- Premis Laurence Olivier 2008: millor actor per la peça Boeing Boeing de Marc Camoletti
- Premis Laurence Olivier 2011: millor actor per la peça La Bèstia de David Hirson
- Tony Awards 2014: millor actor per la peça Richard III de William Shakespeare
- Primetime Emmy Awards 2015: millor actor a una mini-sèrie on un telefilm per Wolf Hall
- Critics' Choice Television Awards 2015: millor actor a una mini-sèrie on un telefilm per Wolf Hall
- Globus d'Or del 2016: Globus d'Or al millor actor secundari pel Pont dels espies